# Tony Kenning
Tony Kenning f.d. trummis i brittiska hårdrocksbandet Def Leppard lämnade bandet år 1978 och ersattes en tid av Frank Noon och sedan permanent av Rick Allen. Tony lämnade bandet för att hans flickvän inte tyckte om att han tillbringade mer tid med bandet än med henne[källa behövs] (många säger[källa behövs] att han blev kickad från bandet).
I filmen Hysteria – The Def Leppard Story spelas han av Brett Watson.